# Ta Oi
Ta Oi es un distrito de la provincia de Salavan, Laos. A 1 de marzo de 2015 tenía una población censada de 31 280 habitantes.
Se encuentra ubicado al sur del país, sobre la meseta de Bolaven y cerca del río Mekong y de la frontera con Tailandia y Vietnam.